# Jüdischer Friedhof (Reichelsheim, Odenwald)

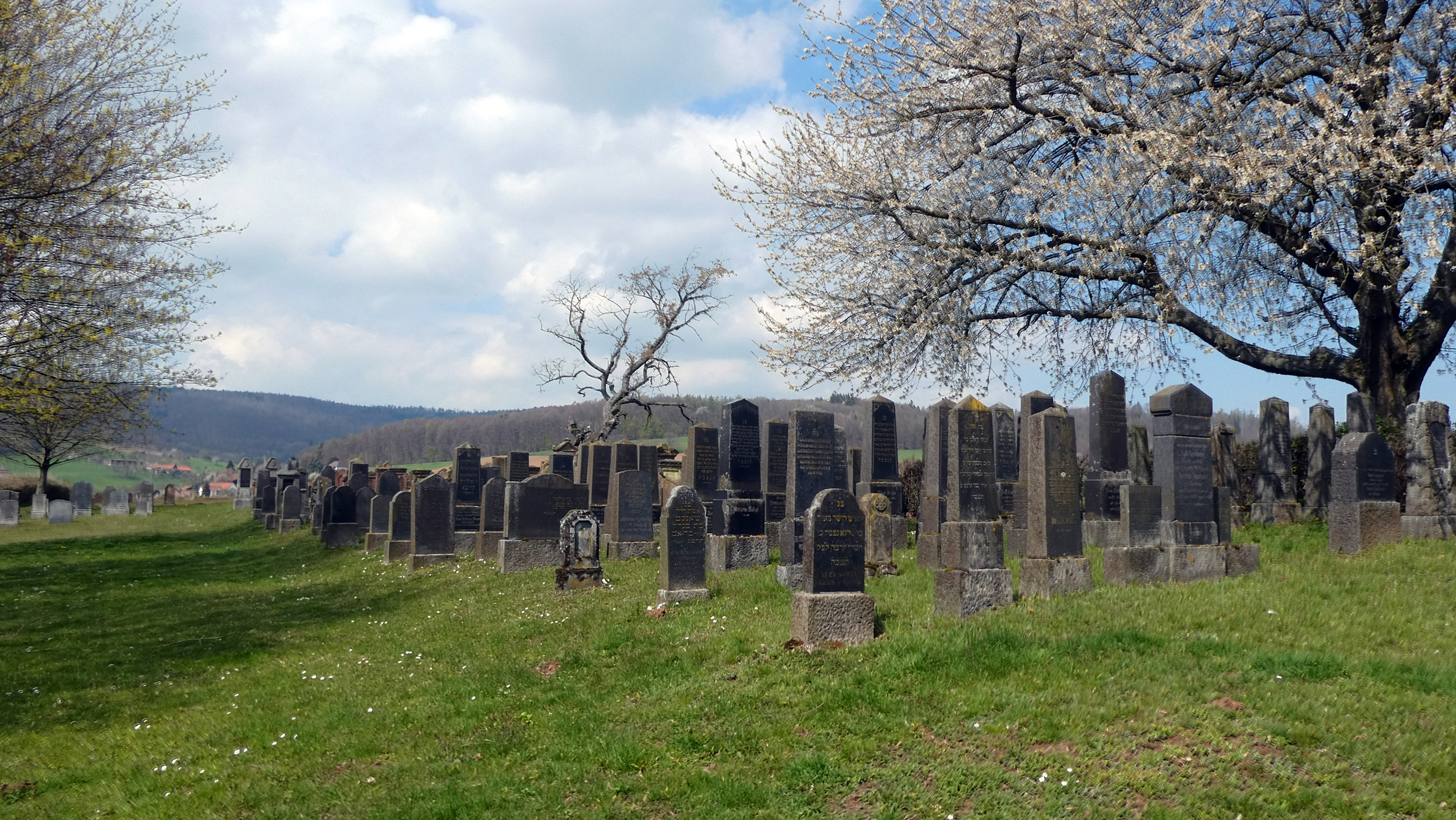
Jüdischer Friedhof Reichelsheim/Odw. (2021)

Der jüdische Friedhof Reichelsheim ist ein Friedhof in der Gemeinde Reichelsheim im Odenwaldkreis in Hessen. Er steht als Kulturdenkmal unter Denkmalschutz. Der jüdische Friedhof liegt unmittelbar nördlich des Ortes unweit der Gesamtschule, des Sportplatzes und des Sportlerheims an der Straße „An der Ruh“.
Bis zum Jahr 1857 wurden die Toten der jüdischen Gemeinde auf dem Friedhof von Michelstadt beigesetzt. Der 2516 m² großen Friedhof, der nach den Friedhöfen Michelstadt und Beerfelden der größte im Kreisgebiet ist, wurde im Jahr 1857 eröffnet. In den Jahren 1875 und 1930 wurde er erweitert. Der alte Teil ist nach vorne durch eine Bruchsteinmauer begrenzt, im hinteren Teil ist der Friedhof von einer Buchsbaumhecke umfriedet. Über die Anzahl der Grabsteine liegen keine Angaben vor. Die letzte Beisetzung erfolgte im Jahr 1940.
Im Jahr 1931 wurde der Friedhof, auf dem auch die Verstorbenen der Gemeinden Fränkisch-Crumbach und Pfaffen-Beerfurth bestattet wurden, zweimal geschändet: Im Juli wurden sechs Steine umgeworfen und teilweise schwer geschändet, im August wurden etwa zehn Grabsteine umgeworfen und beschädigt.
Im November 1931 wurde auf dem Friedhof ein Ehrenmal für die jüdischen Frontsoldaten eingeweiht.